# Michèle Bribosia-Picard
Michèle Bribosia-Picard (Gembloers, 30 januari 1933) is een voormalig Belgisch senator.

## Levensloop
Michèle Bribosia-Picard werd beroepshalve lerares aardrijkskunde na studies aan de Universiteit van Luik.
Als lid van de PSC werkte zij van 1977 tot 1988 op verschillende kabinetten van PSC-ministers. Ze was kabinetsattaché of -adviseur bij de ministers Joseph Michel (1977-1979 en 1986-1988), Georges Gramme (1979-1980) en Charles-Ferdinand Nothomb (1980-1986).
Na haar kabinetsloopbaan was zij van 1988 tot 1996 nationaal voorzitster van femmes PSC en van 1993 tot 1997 was ze lid van het bureau van de Raad van gelijke kansen voor mannen en vrouwen. Ook was ze van juli tot oktober 1995 lid van de raad van bestuur van de RTBF.
In 1995 werd ze door haar partij gecoöpteerd in de Belgische Senaat en bleef zetelen tot in 1997, het jaar dat ze met pensioen ging.